# Manuel Fernández de Castro y Suero
Manuel Fernández de Castro y Suero (Madrid, 25 d'abril de 1825 – Madrid, 3 de març de 1895) va ser un enginyer de mines espanyol, conegut principalment pels seus estudis sobre geologia de l'illa de Cuba. Va realitzar recerques en temes molt diversos, des de millores en les línies de ferrocarril per a prevenció d'accidents fins a estudis sobre fòssils i prospeccions mineres. Va contribuir així mateix a la realització del mapa geològic d'Espanya.

## Biografia
Va realitzar la seva formació acadèmica a l'Escola de Mines (Espanya), llicenciant-se molt jove com a enginyer de mines. En 1859 va viatjar a Cuba i en 1861 a Santo Domingo. En 1861 va ser un dels membres fundadors de la Reial Acadèmia de Ciències Mèdiques, Físiques i Naturals de l'Havana. En 1869 va formar part de la Junta Superior Facultativa de Mines amb seu en Madrid. L'any 1872 va tornar a Espanya, on va prendre possessió d'una plaça en la Junta Superior Facultativa de Mineria. En 1879 va ser escollit senador del parlament espanyol per la província de Santa Clara (Cuba) en representació del partit conservador, sent reelegit en 4 ocasions fins a 1890.

## Obra
Va realitzar diferents estudis sobre nombrosos temes, entre ells prospecció minera, aigües subterrànies i paleontologia, interessant-se per la recol·lecció i estudi de fòssils. Algunes de les seves publicacions més importants són:
- La electricidad y los caminos de hierro, 1857.
- De la existencia de grandes mamíferos fósiles en la Isla de Cuba. La Habana, 1864.
- El Myomorphus cubensis; nuevo subgénero del Megalonyx. La Habana, 1870.
- Estudios sobre los huracanes ocurridos en la Isla de Cuba durante el mes de octubre de 1870. Madrid, 1871.
- Aetobatis Poeyii, Nueva especie fósil procedente de la Isla de Cuba. La Habana, 1874.
- Pruebas paleontológicas de que la Isla de Cuba ha estado unida al continente americano y breve idea de su constitución geológica. La Habana, 1884.